# Scleropodium scorpioides
Scleropodium scorpioides là một loài Rêu trong họ Brachytheciaceae. Loài này được (Hedw.) Limpr. miêu tả khoa học đầu tiên năm 1937.